# Agram (spoorwegen)
De Agram is een Europese internationale trein voor de verbinding Zagreb - Salzburg. Agram is de Duitse naam voor de Kroatische hoofdstad Zagreb.

## EuroCity
Op 15 december 2002 werd de Agram in het EuroCity net opgenomen als uitbreiding van het bestaande aanbod over de Tauernroute.

### Route en dienstregeling
| ZS | land       | station                | km | SZ |
| -- | ---------- | ---------------------- | -- | -- |
|    | Kroatië    | Zagreb Glavni Kolodvar |    |    |
|    | Kroatië    | Savski Marof           |    |    |
|    | Kroatië    | Dobova                 |    |    |
|    | Slovenië   | Sevnica                |    |    |
|    | Slovenië   | Zidani Most            |    |    |
|    | Slovenië   | Ljubljana              |    |    |
|    | Slovenië   | Kranj                  |    |    |
|    | Slovenië   | Lesce Bled             |    |    |
|    | Slovenië   | Jesenice               |    |    |
|    | Oostenrijk | Rosenbach              |    |    |
|    | Oostenrijk | Villach Hbf            |    |    |
|    | Oostenrijk | Spittal-Millstättersee |    |    |
|    | Oostenrijk | Mallnitz-Obervellach   |    |    |
|    | Oostenrijk | Bad Gastein            |    |    |
|    | Oostenrijk | Bad Hofgastein         |    |    |
|    | Oostenrijk | Dorfgastein            |    |    |
|    | Oostenrijk | Schwarzach - St. Veith |    |    |
|    | Oostenrijk | St. Johann im Pongau   |    |    |
|    | Oostenrijk | Bischofshofen          |    |    |
|    | Oostenrijk | Salzburg               |    |    |